# Agabus heydeni
Agabus heydeni é uma espécie de insetos coleópteros pertencente à família Dytiscidae.
A autoridade científica da espécie é Wehncke, tendo sido descrita no ano de 1872.
Trata-se de uma espécie presente no território português, nomeadamente em Portugal Continental. Está ausente da Madeira o dos Açores.